# Piotr Plisiecki
Piotr Janusz Plisiecki (ur. 4 listopada w 1974) – polski historyk, mediewista.

## Życiorys
Absolwent historii Katolickiego Uniwersytetu Lubelskiego (1997 mgr – Itinerarium Króla Władysława Łokietka (1320–1333)), doktorat tamże w 2005 (Praktyka dziesięcinna w dekanacie Kije w świetle tzw. Liber Beneficiorum), habilitacja w 2016. Pracownik Katedry Historii Średniowiecznej w Instytucie Historii Katolickiego Uniwersytetu Lubelskiego Jana Pawła II. Zajmuje się historią średniowiecza. Jego zainteresowania badawcze obejmują dzieje Kościoła katolickiego w Polsce średniowiecznej i jego struktur, a także historię monastycyzmu średniowiecznego.

## Wybrane publikacje
- (redakcja) Les frontières et l'espace national en Europe du Centre-Est: exemple des quatre pays: Biélorussie, Lituanie, Pologne et Ukraine = The Borders and national space in East-Central Europe: the example of the following four countries: Belarus, Lithuania, Poland and Ukraine, sous la dir. de Jerzy Kłoczowski, Piotr Plisiecki, Hubert Łaszkiewicz, Lublin: Instytut Europy Środkowo-Wschodniej 2000.
- Marcin z Tours zwyczajny święty, Lublin: Wydawnictwo KUL 2007.
- Dialog o Bolesławie Wielkim, Lublin: Wydawnictwo Werset 2011.
- Relacje dziesięcinne w dekanacie Kije według tzw. Liber Beneficiorum Jana Długosza: wykazy i tabele, Lublin: Wydawnictwo KUL 2012.
- Młyny wodne w województwie lubelskim (do schyłku XVI wieku), Lublin: Wydawnictwo KUL 2015.
- (Wstęp, przekład i opracowanie) Święta Brygida Szwedzka, Objawienie o Marcie i Marii, Wydawnictwo Werset, Lublin 2018